# Flughafen Navoiy

i8
i11
i13
Der Flughafen Navoiy (usbekisch Navoiy Xalqaro Aeroporti, englisch Navoi International Airport, IATA-Code: NVI, ICAO-Code: UTSA) ist ein usbekischer Verkehrsflughafen bei der Stadt Navoiy. Er ist etwa 20–25 Kilometer vom Ortszentrum Navoiy entfernt, die Fahrt mit dem Minibus dauert etwa 25 Minuten.

## Geschichte
Der Flughafen wurde ursprünglich zu Sowjetzeiten im Jahr 1962 eröffnet. Zu dieser Zeit waren die Anlagen noch sehr bescheiden. Ende der 1970er Jahre entschloss man sich zum Ausbau des Flugplatzes, so konnte 1980 ein neues Bahnensystem in Betrieb genommen werden. 1981 folgte die Einweihung einer VIP-Halle. 1987 konnte ein Fluggastgebäude seiner Bestimmung übergeben werden.
Nach dem Zerfall der Sowjetunion ging der Flughafen an Usbekistan über. Nach einigen für den Flughafen ereignislosen und eher ruhigen Jahren wurde 2006 das Terminal renoviert und zudem ein neues Instrumentenlandesystem (ILS) installiert. 2007 folgte die Eröffnung eines neuen Kontrollturmes sowie erste Flügen mit Moskovia Airlines nach Moskau, die als erste private Fluggesellschaft und nach Uzbekistan Airways nach Navoiy flog. 2008 folgten im Zusammenhang mit den Ausbaumaßnahmen eine Verlängerung der Start- und Landebahn sowie die Inbetriebnahme einer neuen Feuerwache und eines Fahrzeugstellplatzes für Flughafenfahrzeuge. Im selben Jahr, am 27. August 2008, landete der erste Frachter von Korean Air Cargo, die hier plante, ein Drehkreuz für Verkehr in den europäischen Raum einzurichten. Sie übernahm deshalb zum 1. Januar 2010 die Führung des Flughafens, der zum Zeitpunkt auch neue Frachtanlagen erhielt. Erste regelmäßige Operationen von Korean Air Cargo begannen noch in diesem Jahr, wobei nun auch Uzbekistan Airlines erste Frachtdienste nach Navoiy durchführte. Das neue Frachtgebäude konnte schließlich 2010 eröffnet werden. Mittlerweile hat sich der Flughafen zum Frachthub von Korean Air Cargo nach Europa entwickelt, die hier die Frachtflugzeuge einen Zwischenstopp machen lässt, um unter anderem Treibstoff nachzufüllen.

## Verkehr
Der Flughafen wird heute international (Stand: Mai 2012) im Passagierbetrieb mit Moskau verbunden, daneben unterhält Uzbekistan Airways auch Inlandsflüge ab Navoiy. Im Frachtverkehr bedient Korean Air Cargo neben ihrer Basis Seoul verschiedene Ziele im Europäischen Raum mit Zwischenstopp in Navoiy mit Boeing 747. Auch die Frachtabteilung des Flag-Carriers Uzbekistan Airways bietet ab Navoiy Frachterdienste mit Airbus A300-600 an.

## Statistik
In der Tabelle ist die Entwicklung der Verkehrszahlen 2007–2010 dargestellt. Hier wird der Sprung von einem fast unbedeutenden Flughafen zu einem, der ein wenig Verkehr vorzuweisen hat, deutlich.
| Jahr | Flugbewegungen | Passagiere | Frachttonnen |
| ---- | -------------- | ---------- | ------------ |
| 2007 | 182            | 2586       | 0            |
| 2008 | 445            | 25.038     | 26           |
| 2009 | 1.282          | 28.752     | 19.944       |
| 2010 | 2.535          | 45.274     | 49.509       |